# Eupilaria singhalica
Eupilaria singhalica är en tvåvingeart som beskrevs av Alexander 1958. Eupilaria singhalica ingår i släktet Eupilaria och familjen småharkrankar.
Artens utbredningsområde är Sri Lanka. Inga underarter finns listade i Catalogue of Life.